# Reason to Believe
Reason To Believe es la primera canción del disco Screaming Bloody Murder de la banda canadiense Sum 41. La canción está escrita y compuesta en su totalidad por Deryck Whibley y fue grabada en 2010. La canción contiene una versión acústica titulada "Reason to Believe (acústico)" que se encuentra en el mismo álbum Screaming Bloody Murder lanzada como Bonus Track en iTunes y en Japón.
- Datos: Q6102268